# Runaljod – Yggdrasil
Runaljod – Yggdrasil – drugi album studyjny norweskiego zespołu muzycznego Wardruna. Wydawnictwo ukazało się 25 marca 2013 roku nakładem wytwórni muzycznej Indie Recordings. 
Pochodzące z płyty utwory „Sowelu”, „Solringen” i „Gibu” zostały wykorzystane w kanadyjsko-irlandzkim serialu telewizyjnym Wikingowie w odcinku pt. „The Lord’s Prayer” (2014).

## Lista utworów
Opracowano na podstawie materiału źródłowego.
| Nr  | Tytuł utworu        | Długość |
| --- | ------------------- | ------- |
| 1.  | „Rotlaust tre fell” | 4:11    |
| 2.  | „Fehu”              | 6:43    |
| 3.  | „NaudiR”            | 6:31    |
| 4.  | „EhwaR”             | 4:10    |
| 5.  | „AnsuR”             | 6:31    |
| 6.  | „IwaR”              | 5:42    |
| 7.  | „IngwaR”            | 5:28    |
| 8.  | „Gibu”              | 5:30    |
| 9.  | „Solringen”         | 6:30    |
| 10. | „Sowelu”            | 7:40    |
| 11. | „Helvegen”          | 7:11    |
|     |                     | 1:06:07 |